# Regiunea Transcarpatia
Transcarpatia (în ucraineană Закарпатська область, transliterat: Zakarpatska oblast, în maghiară Kárpátalja) este o regiune din Ucraina. Capitala sa este orașul Ujhorod. S-a constituit în 1919 și 1939 respectiv ca republică Huțulă și ca stat Carpato-Ucrainean, fiind în ambele cazuri, desființată și anexată respectiv de Ungaria sovietică și de cea horthystă.

## Istorie
Teritoriul Transcarpatiei actuale a făcut parte, până în 1918, din regatul Ungariei, care organizase în regiune comitatele Maramureș, Ugocea, Bereg și Ung.
În 1918, delegații ale minorității române din satele Maramureșului de Nord au participat la adunarea de la Alba Iulia și au cerut unirea întregului Maramureș cu Regatul României. Rutenii majoritari au cerut la 8 noiembrie 1918 la Prešov separarea de Ungaria. În vreme ce consiliile întrunite în regiune reușiseră să obțină o mai mare autonomie în cadrul statului maghiar, diaspora ruteană a cerut independența totală. Un consiliu întrunit la Hust în aceeași lună s-a pronunțat în favoarea unificării teritoriului cu Republica Populară a Ucrainei Occidentale, un stat cu existență temporară în 1918, care revendicase teritoriul. Reanexată în 1919 de Republica Sovietică Ungară (stat ce se dorea o construcție multinațională comunistă), regiunea a fost ocupată de România în timpul războiul româno-ungar din 1919, după care a predat teritoriul în august 1919 autorităților ungare reconstituite. După constituirea noului stat Cehoslovacia a apărut ideea incorporării teritoriului în noul stat, idee care a fost acceptată la conferință. România nu revendicase teritoriul, Rusia era în mijlocul revoluției, Ungaria era un stat învins instabil, iar Republica Populară Ucraineană a fost considerată ca fiind o construcție neviabilă.
După anexarea de către Germania în 1938 a mai multor teritorii cehoslovace și după Acordul de la München, în urma arbitrajului de la Viena în 1939, regiunea a primit o autonomie mai largă și Carpato-Ucraina s-a declarat ca și Slovacia independentă. Ungaria a ocupat-o total, deși arbitrajul îi acordase doar partea de sud-vest.
În toamna lui 1944, trupe sovietice au pătruns pe teritoriu. Autoritățile cehoslovace au revenit din exil la Hust pentru a reorganiza administrația. Sovieticii au organizat o administrație paralelă cu sediul la Muncaci. După luni de negocieri, delegația cehoslovacă a fost obligată să părăsească provincia în februarie 1945 și, după ce a orchestrat o lovitură de stat la Praga, Uniunea Sovietică a anexat Transcarpatia și a alipit-o la RSS Ucraineană.
În 1991, după destrămarea URSS, regiunea a revenit Ucrainei, care a organizat-o sub forma actuală în raioane cu reședința la Ujgorod. 
Prelatul ortodox Dmîtro Sîdor, afiliat patriarhiei Moscovei, a organizat în 2008 un „Congres al Rutenilor Subcarpatici”, care cerea autonomie. Sîdor a fost acuzat de autorități de subminarea integrității teritoriale a Ucrainei .

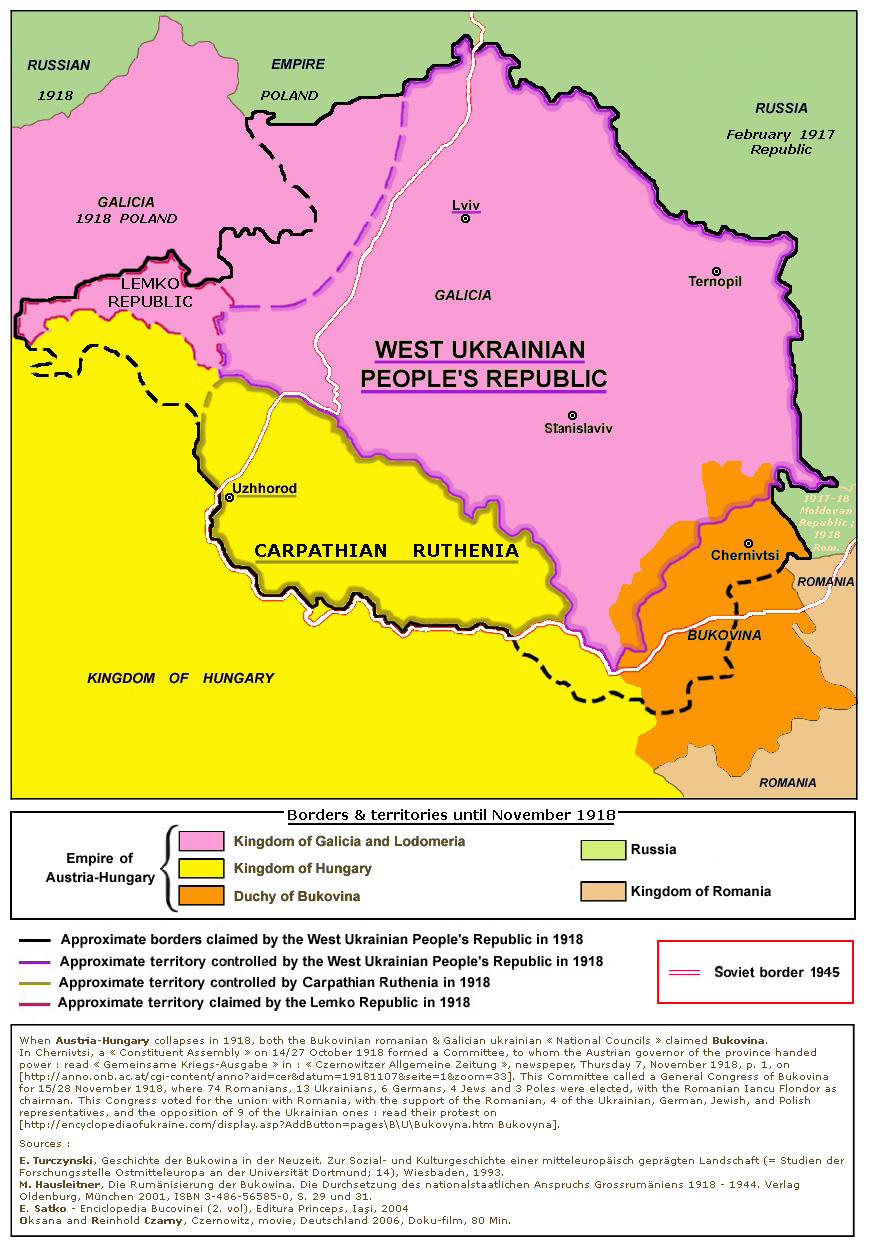
Teritoriul revendicat de Republica Populară a Ucrainei Occidentale
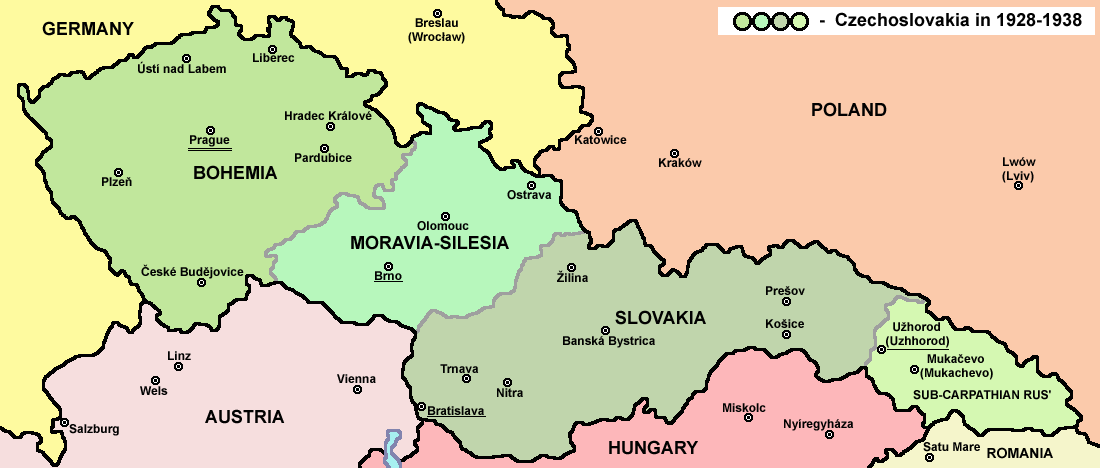
Ucraina Carpatică în cadrul Cehoslovaciei interbelice
Carpato-Ucraina independentă ocupată de Ungaria în 1939, cu delimitarea teritoriului acordat Ungariei prin arbitrajul de la Viena
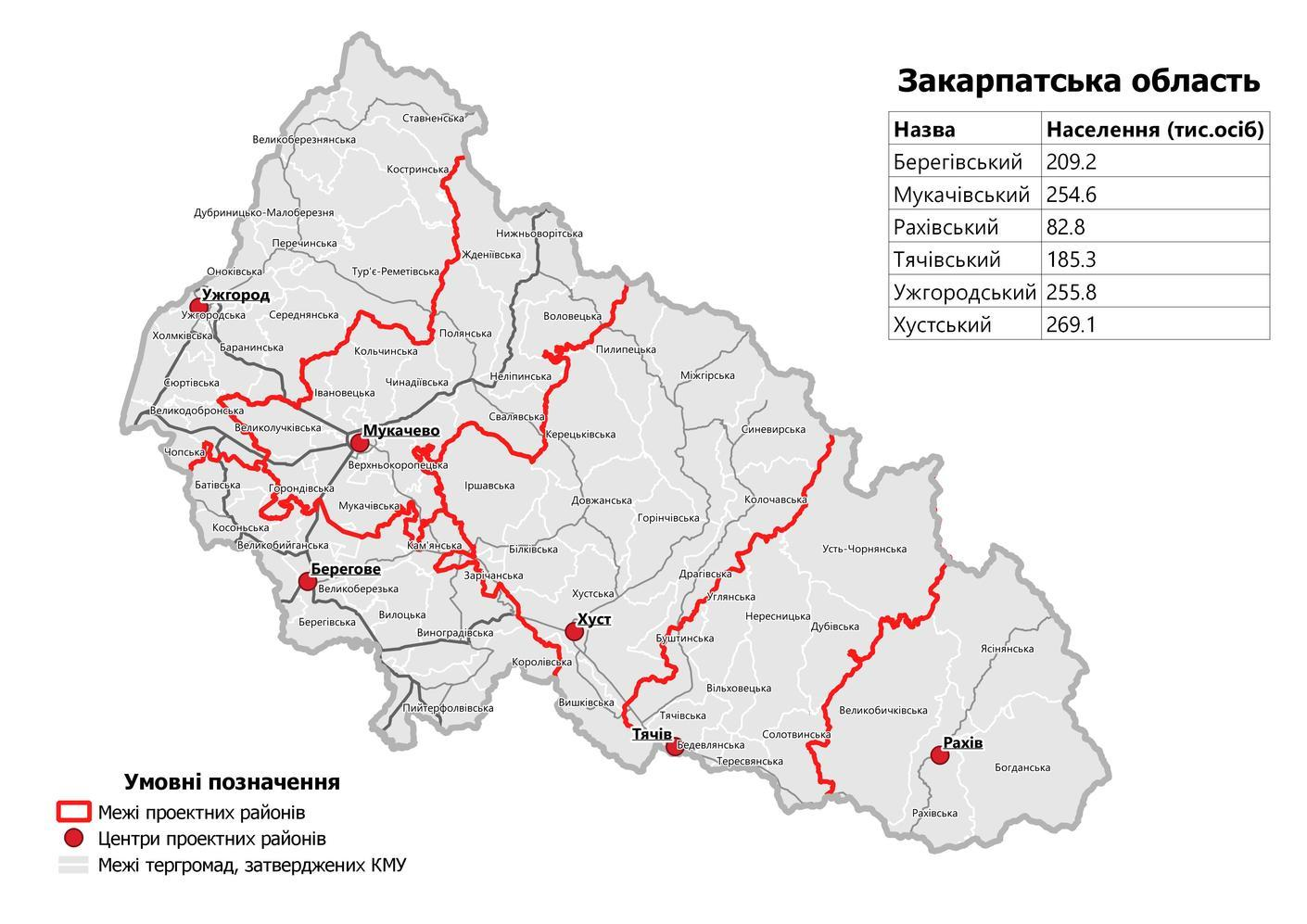
Raioanele noi ale regiunii, începând cu 1 august 2020.
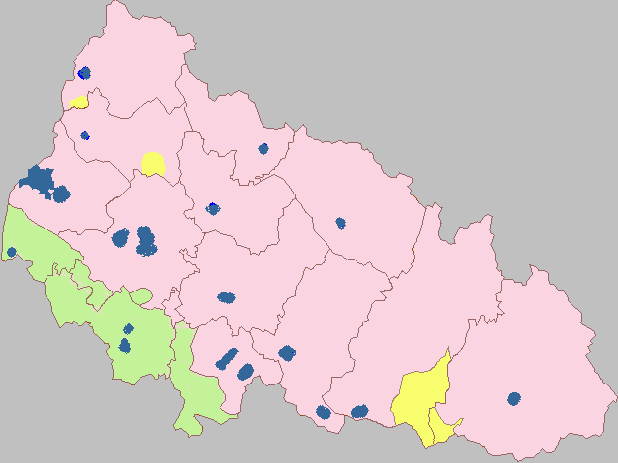
Majoritatea etnică în comunele regiunii Transcarpatia. Ucrainenii cu roz, maghiarii cu verde, românii cu galben, iar zonele mixte cu ucraineni și ruși în albastru; așa cum a relevat recensământul ucrainean din 2001.

## Demografie
Componența lingvistică a regiunii Transcarpatia
     Ucraineană (73%)
     Maghiară (20,65%)
     Rusă (2,9%)
     Română (2,6%)
     Alte limbi (0,67%)
Conform recensământului din 2001, majoritatea populației regiunii Transcarpatia era vorbitoare de ucraineană (73%), existând în minoritate și vorbitori de maghiară (20,65%), rusă (2,9%) și română (2,6%).
Regiunea are o suprafață de 12.800 km² și numără 1.252.300 de locuitori.
Maghiarii trăiesc mai ales în zonele sud-vestice, aproape de frontiera cu Ungaria, dar și de cele cu România și Slovacia. Rușii trăiesc mai ales în marile orașe. Românii locuiesc mai ales în partea de sud-est, cunoscută și ca Maramureșul de Nord (raioanele Rahău și Teceu), în acestă regiune fiind mult mai numeroși cu secole în urmă, ceea ce se vede și din numărul mare de toponime și oronime românești.
Un sondaj de opinie ucrainean din 2015 a stabilit  că foarte mulți din cetățenii ucraineni din astă regiune sunt creștini, din care:
- 68% ortodocși: 
  - 42% țin cu Biserica Ortodoxă Ucraineană - Patriarhia Kievului;
  - 33% țin cu cea subordonată Moscovei; și
  - 25% preferă să rămână independenți;
- 19% greco-catolici, care țin cu Episcopia Greco-Catolică Ruteană de Muncaci;
- 7% romano-catolici;
- 1% protestanți; și
- 3% neoprotestanți independenți.

## Împărțire administrativă
Începând din 18 iulie 2020, regiunea, în urma reformei administrativ-teritorială, a fost împărțită în raioanele: Bereg, Hust, Muncaci, Rahău, Teceu și Ujgorod, fiecare avându-și reședința raională omonimă. 
Centrele urbane:
- de mare importanță: Bereg, Frasin, Hust, Muncaci, Ciop, Seleușu Mare și Ujgorod;
- alte centre urbane: Rahău, Svaleava, Teceu, Boureni, Iloșva, Bocicoiu Mare, Slatina, Delureni, Velîki Lucikî, Craihaza și Bustea.